# Diolcogaster eclectes
Diolcogaster eclectes är en stekelart som först beskrevs av Nixon 1965.  Diolcogaster eclectes ingår i släktet Diolcogaster och familjen bracksteklar. Utöver nominatformen finns också underarten D. e. extentus.